# Jacob Binzer
Jacob 'Cobber' Binzer (født 28. oktober 1966 på Frederiksberg) er en dansk rockmusiker, der siden 1984 har været lead guitarist og backing vokal i D-A-D, sammen med sin storebror Jesper Binzer.
Jacob Binzer betegnes som en af Danmarks absolutte top-guitarister.

## Karriere
Han kom med i D-A-D efter han medvirkede til en koncert d. 3. december 1984.
Jacob Binzer var en overgang sidst i 80'erne med i Elisabeth Gjerluff Nielsens band. Sammen med Elisabeth skrev han musik til sangen "Holder øje med dig" til Søs Fenger (1989). Man ser i den forbindelse et klip med ham i filmen Ballerup Boulevard. Han medvirkede som guitarist og producerede Michael Falchs album Falder Du Nu fra 2006 og Sang til undren fra 2007.
I forbindelse med Copenhells 10-års jubilæum blev supergruppen Omvendt Korstog dannet af Binzer, Tim Christensen (Dizzy Mizz Lizzy), Casper Popp (Bersærk), Allan Tschicaja (Pretty Maids) og Niklas Sonne (Defecto) for at udgive EP'en Ti år i helvede med de to sange "Ulvens ed" og "Hårde tider", der blev udgivet i 2019.

## Privatliv
Han er lillebror til forsangeren i D-A-D, Jesper Binzer, som er et år ældre.
Privat har han været gift med tv-producenten Camilla Hammerich. Parret har tre døtre, hvoraf den ene, Lola, er forsanger i gruppen Baby in Vain.

## Diskografi
Med D-A-D
- Call of the Wild (Mega, 1986)
- D.A.D. Draws a Circle (Mega, 1987)
- No Fuel Left for the Pilgrims (Medley, 1989)
- Riskin' It All (Medley, 1991)
- Helpyourselfish (Medley, 1995)
- Simpatico (Medley, 1997)
- Everything Glows (Medley, 2000)
- Soft Dogs (Medley, 2002)
- Scare Yourself (EMI, 2005)
- Monster Philosophy (EMI, 2008)
- DIC.NII.LAN.DAFT.ERD.ARK (Mermaid, 2011)
- A Prayer for the Loud (Mermaid, 2019)
- Speed of Darkness (2024)

Med Omvendt Korstog
- Ti år i helvede (2019, EP)